# Procatedral de Santa María (Dublín)
La procatedral de Santa María (en irlandés: Leas-Ardeaglais Naomh Muire; en inglés: St Mary's Pro-Cathedral) También conocida como la Iglesia de Santa María o simplemente la Pro-Catedral, es una procatedral y la sede episcopal del arzobispo católico de Dublín y primado de Irlanda. Pertenece a la arquidiócesis de Dublín.
El nuevo arzobispo de Dublín, Daniel Murray, celebró la finalización de la pro-catedral el 14 de noviembre de 1825. Por lo tanto, se convirtió en la primera sede episcopal católica establecida en cualquier parte del Reino Unido de Gran Bretaña e Irlanda desde la Reforma protestante.
Aunque no es una catedral plenamente, el nuevo edificio se convirtió en un símbolo del espíritu nacionalista irlandés en la era después de la finalización de las leyes penales que restringían la práctica del catolicismo.

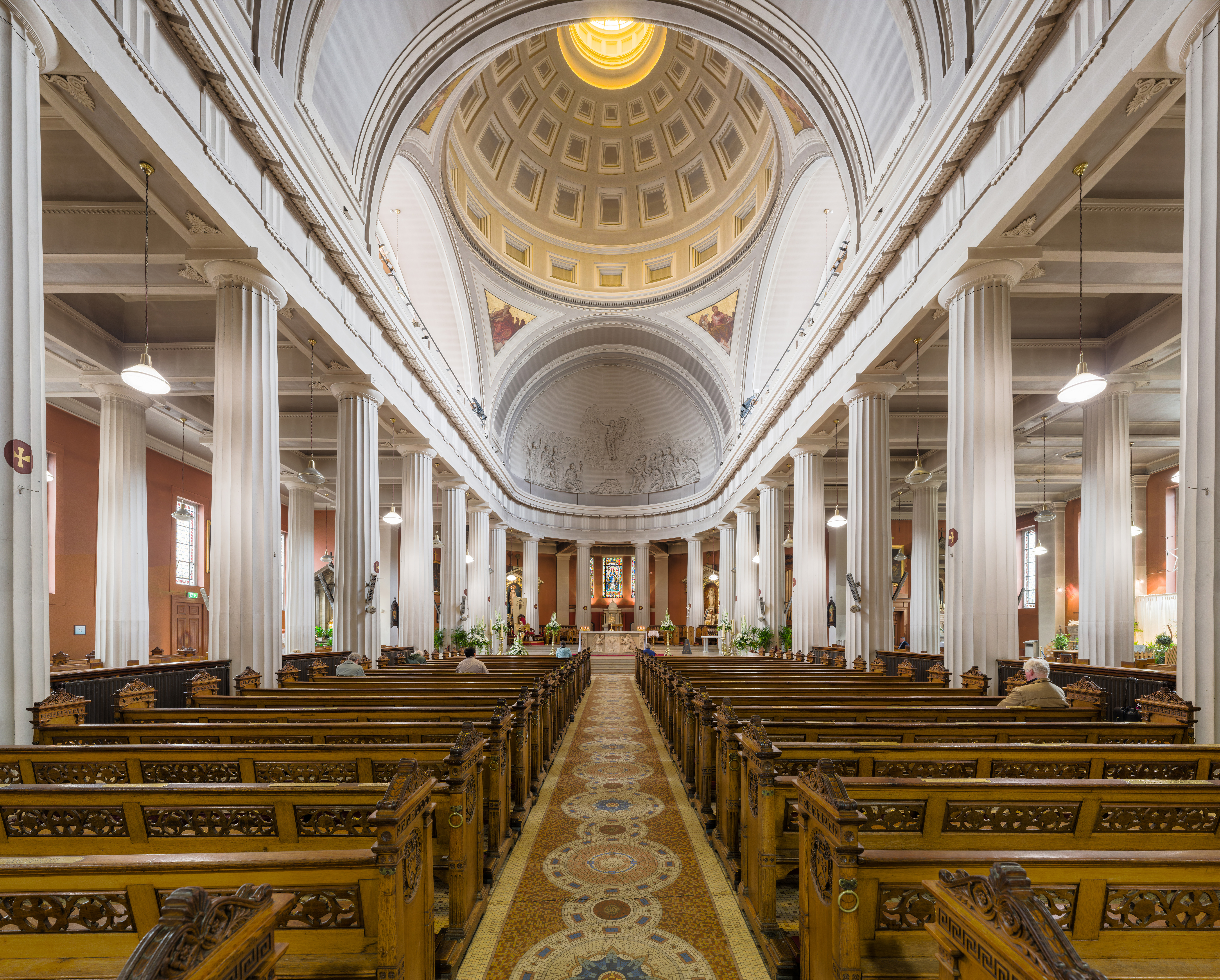
Interior de la Procatedral